# S. 스콧 불럭
스튜어트 스콧 불럭(Stuart Scott Bullock, 1956년 5월 7일 ~ )는 미국의 배우이다.

## 출연 작품

### 영화
- 아프로 사무라이 - 부활 (2009)
- 백 앳 더 반야드 (2007)
- 신나는 동물농장 (2006)
- 앤트 불리 (2006)
- 프랑켄썸 (2002)
- 우주에서 온 엽기 삼총사 (2001)
- 페블과 펭귄 (1995)
- 영혼의 사랑 (1991)
- 꼬마 공룡 딩크 (1989)
- 환상의 가수 젬 (1985)

### 텔레비전
- 토마토 대소동 - TV 시리즈 (1990-01, Attack of the Killer Tomatoes)